# Cromossoma 5

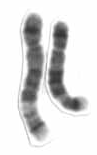
Par de cromossoma 5

O cromossoma 5 é um dos 23 pares de cromossomas do cariótipo humano.

## Genes
| Locus | Gene       | Descrição                                               |
| ----- | ---------- | ------------------------------------------------------- |
|       | ADAMTS2    | ADAM metalopeptidase com thrombospondin tipo 1 motif, 2 |
|       | APC        | adenomatose polipose coli                               |
|       | CAST       | calpastatina                                            |
|       | EGR1       | proteína de crescimento inicial 1                       |
|       | ERAP1      |                                                         |
|       | ERAP2      |                                                         |
|       | DTDST      |                                                         |
|       | ERCC8      |                                                         |
|       | FGFR4      |                                                         |
|       | GM2A       |                                                         |
|       | HEXB       |                                                         |
|       | MASS1      |                                                         |
|       | MCCC2      |                                                         |
|       | MTRR       |                                                         |
|       | NIPBL      |                                                         |
|       | NSD1       |                                                         |
|       | Pikachurin |                                                         |
|       | SLC22A5    |                                                         |
|       | SLC26A2    |                                                         |
|       | SMN1       |                                                         |
|       | SMN2       |                                                         |
|       | SNCAIP     |                                                         |
|       | SPINK5     |                                                         |
|       | SPINK6     |                                                         |
|       | SPINK9     |                                                         |
|       | TCOF1      |                                                         |
|       | TGFBI      |                                                         |
|       | TTC37      |                                                         |
|       | FGF1       |                                                         |

## Doenças
- Síndrome Cri-du-Chat
- Síndrome de Parkinson

Doenças:
- Amiotrofia Espinhal Progressiva